# هشام الجخ
هشام كامل عباس محمود الجخ (1 أكتوبر 1978)، هو شاعر مصري معاصر له أكثر من 55 قصيدة معظمهم بالعامية المصرية وجميع قصائده صوتية، أصدر ديوانه الأول بمسمى "الديوان الأول" في معرض القاهرة الدولي للكتاب عام 2017.

## نشأته وحياته
ولد هشام في 1 أكتوبر عام 1978 في محافظة سوهاج، لأسرة صعيدية من أصل قناوي حيث أنه ينتمي لقبيلة (الهوارة) بمركز أبو تشت محافظة قنا، وأخواله أيضاً من محافظة سوهاج - عائلة (حجي)، درس هشام في سوهاج ثم انتقل في مرحلة الجامعة إلى القاهرة وحصل على بكالوريوس كلية التجارة من جامعة عين شمس عام 2003، وفور التخرج تم تعيينه مشرفاً على المركز الثقافي في جامعة عين شمس حتى استقال من هذه الوظيفة عام 2009 رافضاً حياة الموظفين التقليدية وأيضاً ليتفرغ بشكل كامل للشعر، وقبل ذلك كان قد حصل على الدراسات العليا في علم إدارة الأعمال من نفس الجامعة عام 2007، أيضاً حصل على لقب أحسن شاعر عامية شاب من اتحاد الكتاب المصري عام 2008، حصل على المركز الثاني في مسابقة أمير الشعراء بأبي ظبي في الشعر الفصيح عام 2011، أصدر ديوانه الأول في معرض الكتاب الدولي بالقاهرة عام 2017 تحت مسمى الديوان الأول .

## هواياته واهتماماته
- لعب كرة القدم; حيث كان يلعب (باك يمين) (Right Back) في فريق سوهاج.
- الاستماع إلى الموسيقى.
- الاستماع إلى الطرب الأصيل وخصوصاً: أم كلثوم، وفيروز.
- الرقص; وخصوصاً الرقص الصعيدي، والنوبي، والسمسمية.
- يقول بنفسه: أمتع لحظاتي لما أقف على المسرح وأشوف عيون الناس بتلمع وهي بتسمع شعر.

## أفكاره وأمنياته الشخصية
- معروف بميوله الإصلاحية ودعواته لوحدة الصف العربي ونبذ التفرقة والعنف.
- أهلاوي ويحترم جمهور الزمالك.
- يحلم بالمساواة مسلم ومسيحي وصعيدي وبحراوي وغني وفقير.
- يقول بنفسه: نفسي الشباب اللي في سني يلاقوا شقق يتجوزوا فيها ويلاقوا وقت يقرأوا ويتثقفوا ويفكروا.
- يقول أيضاً: نفسي جداً أصلي في المسجد الأقصى تحت حكم عربي.

## رحلته مع الشعر
- يعتبر (الجخ) رائداً في مجال كتابة القصيدة (المضفرة) التي تجمع بين مقاطع من شعر الفصحى ومقاطع من شعر العامية، ويعتبر أيضاً رائداً في مجال تنظيم الحفلات الشعرية وتقديمها بشكل مختلف وجذاب وإدخال الموسيقى مع الشعر مع الإيقاع الحركي على المسرح.
- عُرِفَ بأدائه المتميز وحضوره الكبير على خشبة المسرح حتى انتقده العديد من النقاد بأنه يميل إلى كونه ممثلاً أكثر من كونه شاعراً.
- له العديد من القصائد بالفصحى وبالعامية المصرية اشتهرت من خلال تواجده المستمر في وسائل الإعلام العربي نذكر منها: (التأشيرة) و (جحا) و (أيوة بغير) و (إيزيس) و (3 خرفان) و (آخر ما حرف في التوراة) و (متزعليش) و (طبعا ماصليتش العشا) و (الجدول) و (مشهد رأسي من ميدان التحرير) وغيرها من القصائد التي لاقت رواجاً كبيراً بين الشباب العربي بشكل عام والمصري على وجه الخصوص.
- كان (الجخ) من المبشرين الأوائل بثورات الشعوب العربية من خلال قصائده الثورية منذ التسعينات.
- بدأت رحلته الحقيقية مع الشعر عندما استقال من وظيفة الجامعة عام 2009 رافضاً أن يعيش الحياة التقليدية للموظفين، غير أن البيروقراطية وقتها كانت شيء قاتل لكل الأنشطة الطلابية ولكل مناحي الإبداع بخلاف الدولة الأمنية المقيدة لكل شيء آنذاك، فاتخذ هذا القرار ليتفرغ للشعر وليهتم بمشروعه الذي حلم به لمدة 15 عاماً وهو: زيادة شعبية الشعر في مصر وإعادة الشعر على ألسنة الشباب والأطفال.
- قدّم أول حفلة شعرية جماهيرية له مع الموسيقى كانت في 18 مارس 2010 في ساقية الصاوي.
- في الشهور الأولى من عام 2016، احتفل بأنه قدّم حفلات شعرية جماهيرية في كل محافظات مصر، فقد كان قبل ذلك الوقت هناك حوالي محافظتين لم يقيم فيهما حفلات، ولكن في أوائل العام قدم فيهما حفلات بالفعل.

## هويس الشعر العربي
أطلق عليه شعراء جيله لقب (هويس الشعر العربي) .. والهويس: هو القنطرة التي تقوم بضخ الماء لري الأرض الزراعية العطشى .. وربما أطلقوا عليه هذا الاسم لارتباطه بالتدفق الشعري .. أو ربما لارتباطه بصعيد مصر وبالأرض وبالحياة الفلاحية.[بحاجة لمصدر]

## أهم قصائده الشعرية
الشاعر هشام الجخ له أكثر من 55 قصيدة معظمهم بالعامية المصرية وجميع قصائده صوتية، ورغم كل ما حظي به من شهرة في البلدان العربية لكنه يرفض إصدار ديوانه الشعري الأول حتى الآن ... مع قائمة القصائد:
| - عوّاد - لقطة الفراق رقم 105 - طبعاً ماصليتش العشا - خمسة الصبح - حمزة - المكالمة - أنا إخوان - ملك النحل - 24 شارع الحجاز - اختلاف - ايوة بأغير - آخر ما حرف في التوراة - إيزيس - التأشيرة - 3 خرفان - رثاء جويرية | - الجدول - مزحوم يا قطر الغلبانين - مديتش إيدي لحد - على ذكر آل النبي - أربعة - يا واخداني من الشيبة - آخر قصيدة - شيماء يا مكة - حمارين حبيبة - هجاء - قصيدة سكرانة - ماتزعليش - عشان غني - منطقي - مشهد رأسي من ميدان التحرير - الرسالة الأخيرة | - حظك كده - نانا - نادية - قالولك - اختلاف 3 - مش طبيعي - حلقاتك برجالاتك - مش كفاية - ماكنتش هناك - في حب مصر - أباتشي - الوجهان - البغبغان - عبروا الرجال - مع ركعتين الفجر | - طير ملاك - عمارة - مافيش حد مات - مسكين - طب ايه بقى؟ - أسوأ ما قيل في الشعر - يا محملين حلمكم - خائن - ايوة بأغير 2 - جحا - مكملين - سري جداً إلى البحر - انسبحوا - أديني نجحت - مابتحلش |

## أهم الحفلات الجماهيرية
- قدم الشاعر هشام الجخ عدد من الحفلات الجماهيرية في أمسيات شعرية، ومؤتمرات، ومهرجانات، وجامعات، وذلك على مستوى العالم العربي وليس داخل مصر فقط، بل أمتدت شهرته إلى خارج الوطن العربي، فقد أقام عدة حفلات للجاليات العربية داخل بعض البلاد الأوروبية [بحاجة لمصدر]; مثل:
- بروكسل في بلجيكا.
- جينيف في سويسرا.
- فيينا في النمسا.
- باريس في فرنسا.

### أهم المهرجانات الدولية
- قدم الشاعر هشام الجخ عدداً من الحفلات المميزة في بعض المهرجانات الدولية[بحاجة لمصدر] ; أهمها:

| اسم المهرجان                                                      | مكان إنعقاده | التاريخ     |
| ----------------------------------------------------------------- | --- | ----------- |
| مهرجان إكسبو الشارقة الدولي للكتاب                                | الإمارات | نوفمبر 2010 |
| مهرجان هلا فبراير                                                 | الكويت | فبراير 2012 |
| مهرجان سيناء في القلب حفلة الجالية المصرية بالسعودية              | الرياض نظمه الاتحاد العام للمصريين بالسعودية برعاية السفير المصري بالمملكة عفيفي عبد الوهاب وبحضور السفير حسام عيسى القنصل العام بالرياض | أبريل 2013  |
| مهرجان هلا فبراير                                                 | الكويت | فبراير 2014 |
| مهرجان ربيع الفنون بـ القيروان                                    | تونس | أبريل 2015  |
| مهرجان هلا فبراير                                                 | الكويت | فبراير 2016 |
| حفلة مدينة دوز ضمن فعاليات مهرجان الفرح الأفريقي في نسخته الثانية | تونس | مارس 2016   |

- في بعض الحفلات والمهرجانات كان الحضور ضخماً [بحاجة لمصدر]، على سبيل المثال:

| الحفلة                | مكان إنعقادها        | تاريخ الحفلة   | عدد الحضور |
| --------------------- | -------------------- | -------------- | ---------- |
| حفلة ملعب الهوكي      | استاد القاهرة الدولي | 10 سبتمبر 2011 | 12000 فرد  |
| مهرجان سيناء في القلب | الرياض               | 19 أبريل 2013  | 22000 فرد  |
| حفلة قاعة الأطلس      | الجزائر              | 30 أغسطس 2014  | 7000 فرد   |
| حفلة مدينة دوز        | تونس                 | 26 مارس 2016   | 7000 فرد   |

- وهذه قائمة بأهم الأمسيات والحفلات الجماهيرية داخل وخارج مصر خلال السنوات القليلة الماضية:

| الحفلة                                | تاريخها     |
| ------------------------------------- | ----------- |
| حفل ساقية الصاوي                      | مارس 2010   |
| حفل ساقية الصاوي                      | مايو 2010   |
| حفل نقابة الصحفيين                    | يوليو 2010  |
| حفل الإسكندرية                        | أغسطس 2010  |
| حفل ساقية الصاوي                      | أغسطس 2010  |
| حفل الأزهر بارك                       | سبتمبر 2010 |
| حفل طنطا                              | أكتوبر 2010 |
| حفل جامعة المنصورة                    | أكتوبر 2010 |
| حفل الجامعة الأمريكية                 | أكتوبر 2010 |
| حفل جامعة أسيوط                       | نوفمبر 2011 |
| حفل الإمارات                          | نوفمبر 2010 |
| حفل ساقية الصاوي                      | نوفمبر 2010 |
| حفل جامعة الأزهر                      | نوفمبر 2010 |
| سهرة شعرية في الإمارات                | نوفمبر 2010 |
| حفل جامعة المنصورة                    | ديسمبر 2010 |
| حفل جامعة السويس                      | ديسمبر 2010 |
| حفل المنوفية                          | ديسمبر 2010 |
| حفل ساقية الصاوي                      | ديسمبر 2010 |
| حفل دبي                               | فبراير 2011 |
| حفل السويس                            | أبريل 2011  |
| حفل تونس                              | أبريل 2011  |
| حفل الزقازيق                          | أبريل 2011  |
| حفل طنطا                              | أبريل 2011  |
| حفل جامعة المستقبل                    | أبريل 2011  |
| حفل سوهاج                             | أبريل 2011  |
| حفل المحلة                            | أبريل 2011  |
| مؤتمر إعداد القادة بقاعة المؤتمرات    | يونيو 2011  |
| حفل أمسية أصدقاء الهويس               | أكتوبر 2011 |
| حفل ملعب الهوكي باستاد القاهرة الدولي | سبتمبر 2011 |
| أمسية الإسكندرية في شهر رمضان         | أغسطس 2012  |
| حفل دمياط                             | أكتوبر 2012 |
| أمسية فندق المتحف في غزة              | ديسمبر 2012 |
| أمسية الجامعة الإسلامية في غزة        | ديسمبر 2012 |
| حفل جامعة أسيوط                       | مايو 2013   |
| حفل مكتبة الإسكندرية                  | مايو 2013   |
| أمسية فلسطين                          | أكتوبر 2013 |
| حفل مكتبة الإسكندرية                  | أكتوبر 2013 |
| حفل مكتبة الإسكندرية                  | فبراير 2014 |
| حفل الجامعة الأمريكية                 | مايو 2014   |
| حفل مكتبة الإسكندرية                  | يوليو 2014  |
| حفل الجزائر بقاعة الأطلس              | أغسطس 2014  |
| حفل رام الله في فلسطين                | أكتوبر 2014 |
| حفل المنصورة                          | ديسمبر 2014 |
| حفل طنطا                              | ديسمبر 2014 |
| حفل مدينة الناصرة - فلسطين            | فبراير 2015 |
| حفل مكتبة الإسكندرية                  | مارس 2015   |
| حفل الفيوم                            | مايو 2015   |
| حفل قنا                               | يونيو 2015  |
| حفل مسرح مدرسة رجاك بالغردقة          | يونيو 2015  |
| حفل كفر الدوار - البحيرة              | أغسطس 2015  |
| حفل طنطا                              | ديسمبر 2015 |
| حفل مكتبة الإسكندرية                  | يناير 2016  |
| حفل كفر الشيخ                         | أبريل 2016  |
| حفل أسيوط                             | أبريل 2016  |

## أهم اللقاءات التلفزيونية
حل الشاعر هشام الجخ ضيفاً في مجموعة من أهم البرامج التليفزيونية على مستوى العالم العربي خلال السنوات القليلة الماضية، وفي رمضان 2010 كان له فقرة ثابتة في برنامج يسعد صباحك على التليفزيون المصري، وكانت الفقرة باسم (قول يا هويس) وكان يتلو فيها قصائده بشكل يومي على أنغام العود; وهذه قائمة بأهم لقاءاته التليفزيونية:
| اسم البرنامج                  | اسم القناة             | مقدم البرنامج       | تاريخ اللقاء   |
| ----------------------------- | ---------------------- | ------------------- | -------------- |
| شبابيك                        | دريم 1                 |                     | 21 مايو 2010   |
| من قلب مصر                    | نايل لايف              | لميس الحديدي        | 6 يوليو 2010   |
| صباح الخير يا مصر             | الفضائية المصرية       |                     | 23 يوليو 2010  |
| العاشرة مساءًا                 | دريم 2                 | منى الشاذلي         | 28 يوليو 2010  |
| بلدنا بالمصري                 | ON TV                  | ريم ماجد            | 20 يناير 2011  |
| 48 ساعة                       | المحور                 | سيد علي             | 23 يناير 2011  |
| بلدنا بالمصري                 | ON TV                  | ريم ماجد            | 6 مارس 2011    |
| منتهى الصراحة                 | الحياة 2               | مصطفى بكري          | 28 أبريل 2011  |
| 360 درجة                      | الحياة                 | هبة الأباصيري       | 4 يوليو 2011   |
| تحيا مصر                      | LTB                    | تامر أمين           | 7 ديسمبر 2011  |
| 90 دقيقة                      | المحور                 | عمرو الليثي         | 22 فبراير 2012 |
| صباح ON                       | ON TV                  | يوسف الحسيني        | 8 مارس 2012    |
| على المقهى                    | الجزيرة مباشر مصر      | ضحى الزهيري         | 22 مارس 2012   |
| 90 دقيقة                      | المحور                 | عمرو الليثي         | 24 أبريل 2012  |
| عز الشباب                     | روتانا مصرية           |                     | 22 مايو 2012   |
| آخر كلام                      | ON TV                  | يسري فودة           | 22 سبتمبر 2012 |
| محطة مصر                      | مصر 25                 | معتز مطر            | 26 نوفمبر 2012 |
| بني آدم شو - الموسم الثالث    | الحياة                 | أحمد آدم            | 22 أبريل 2013  |
| جملة مفيدة                    | MBC مصر                | منى الشاذلي         | 29 مايو 2013   |
| العاشرة مساءًا                 | دريم 2                 | وائل الإبراشي       | 16 يونيو 2013  |
| ممكن                          | CBC                    | خيري رمضان          | 20 يونيو 2013  |
| جر شكل                        | CBC                    | محمد علي خير        | 22 يوليو 2013  |
| أبو زعبل                      | دريم 1                 | منى عبد الوهاب      | 23 يوليو 2013  |
| الحكم بعد المزاولة            | إنتاج: E-cloud Egypt   |                     | 21 نوفمبر 2013 |
| آخر النهار                    | النهار                 | خالد صلاح           | 14 أبريل 2014  |
| ريحة البن                     | النيل الأزرق السودانية | الشاعر محمود الجيلي | 1 يوليو 2014   |
| لقاء خاص                      | النهار الجزائرية       | ياسر العرابي        | 29 أغسطس 2014  |
| أسعد الله مساءكم              | MBC مصر                | أكرم حسني           | 27 سبتمبر 2014 |
|                               | إذاعة FM 24 الفلسطينية |                     | 27 سبتمبر 2014 |
| ممكن                          | CBC                    | خيري رمضان          | 25 ديسمبر 2014 |
| آخر الأسبوع                   | روتانا مصرية           | محمد العقبي         | 31 يناير 2015  |
| (بعد أمسيته في مدينة الناصرة) | تليفزيون العرب نت      | سعيد حسنين          | 12 فبراير 2015 |
| 90 دقيقة                      | المحور                 | إيمان الحصري        | 4 مارس 2015    |
| لقاء خاص                      | تلفزة تي في            | الحبيب الطرابلسي    | 28 أبريل 2015  |
| معكم                          | CBC                    | منى الشاذلي         | 8 مايو 2015    |
| خلاصة الكلام                  | الحياة                 |                     | 25 نوفمبر 2015 |
| الستات ميعرفوش يكدبوا         | CBC                    |                     | 4 أكتوبر 2015  |
| المتاهة                       | MBC مصر                | وفاء الكيلاني       | 28 أكتوبر 2015 |
| حلوة يا دنيا                  | رؤيا الفضائية          |                     | 12 فبراير 2016 |
| 24/7                          | الحوار التونسي         |                     | 22 مارس 2016   |

- - في برنامج (ريحة البن) الذي تم تقديمه على قناة (النيل الأزرق السودانية) كان الشاعر هشام الجخ ضيف البرنامج في هذا العام (2014)، حيث قدم فيه عدد عشر (10) حلقات أُذيعت في شهر رمضان.

## التكريمات والجوائز
تم تكريم الشاعر هشام الجخ في كل المحافل والمهرجات الدولية التي يشارك فيها، مثل:
- مهرجان ربيع الفنون بالقيروان في تونس.
- مهرجان هلا فبراير --> الثلاثاء 9 فبراير 2016.
- مهرجان الفرح الأفريقي في مدينة دوز - جنوب تونس.
- تم التكريم خلال 7 حفلات جماهيرية في 7 ولايات مختلفة بالجزائر.

أيضاً حصل الشاعر هشام الجخ على العديد من الجوائز، أهمها:
- أحسن شاعر عامية شاب من اتحاد الكتاب المصري 2008.
- حصل على المركز الثاني في مسابقة أمير الشعراء بأبي ظبي 2011.